# Buddy Davis
Pour les articles homonymes, voir Walter Davis et Davis.
Walter Francis « Buddy » Davis (né le 5 janvier 1931 à Beaumont et mort le 17 novembre 2020 à Port Arthur) est un athlète et basketteur américain. Champion olympique du saut en hauteur en 1952, et détenteur du record du monde de la discipline dès l'année suivante, il met prématurément un terme à sa carrière d'athlète en 1953 pour rejoindre l'équipe de basket-ball des Warriors de Philadelphie évoluant dans le championnat NBA.

## Biographie
Victime d'une attaque de poliomyélite à l'âge de huit ans, Walter Davis entreprend une rééducation quotidienne et commence à marcher au bout de dix mois. Il débute l'athlétisme à l'âge de treize ans et est crédité de 1,75 m au saut en hauteur un an plus tard. Étudiant à l'Université de mécanique et d'agriculture du Texas, il franchit la barre de 1,98 m dès 1948.
En 1952, l'Américain remporte la médaille d'or des Jeux olympiques d'Helsinki en réalisant avec 2,04 m un nouveau record olympique. Le 27 juin 1953 à Dayton, Walter Davis établit un nouveau record du monde du saut en hauteur avec 2,12 m, effaçant des tablettes la précédente meilleure marque mondiale de son compatriote Lester Steers datant de 1941.
Il met un terme à sa carrière d'athlète en 1953 à l'âge de 22 ans, suspendu par l'Amateur Athletic Union pour avoir enfreint les règles de l'amateurisme en devenant entraîneur d'une équipe de basket-ball. Sélectionné par l'équipe des Warriors de Golden State lors du second tour de la Draft 1952 de la NBA, Davis évolue sept saisons dans le championnat américain de basket-ball. Il remporte deux titres NBA, en 1956 et en 1958.

## Palmarès
| Année | Compétition           | Lieu     | Résultat | Notes  |
| ----- | --------------------- | -------- | -------- | ------ |
| 1952  | Jeux olympiques d'été | Helsinki | 1er      | 2,04 m |

- Champion NBA en 1956 avec les Warriors de Philadelphie
- Champion NBA en 1958 avec les Hawks de Saint-Louis

## Sources
- Robert Parienté et Alain Billouin, La fabuleuse histoire de l'Athlétisme, page 554, Paris, Minerva 2003